# Сумки (селище)
Су́мки (рос. Сумки) — селище у складі Половинського округу Курганської області, Росія.